# Hr.Ms. Texelstroom (1947)
De Hr.Ms. Texelstroom (MMV 39) was een Nederlandse mijnenveger van de Borndiepklasse, vernoemd naar de Texelstroom, een vaargeul ten oosten van het waddeneiland Texel. Het schip is als YMS 156 van de YMS-klasse gebouwd door de Amerikaanse scheepswerf Burger Boat Co. uit Manitowoc. Na het afronden van de bouw is het schip op 26 maart 1943 overgedragen aan de Britse marine waar het dienst heeft gedaan als BYMS 2156. In 1947 is het schip overgedragen aan de Nederlandse marine waar het tot 1957 dienst heeft gedaan.Na de uitdienstname werd de Texelstroom in 1959 in bruikleen gegeven aan het Zeekadetkorps Nederland.